# Beril·li
El beril·li és l'element químic de símbol Be i nombre atòmic 4. És un element relativament rar en l'Univers que se sol formar per espal·lació de nuclis atòmics més grossos per rajos còsmics. El beril·li del nucli de les estrelles es va esgotant en fusionar-se per formar elements més pesants. És un element bivalent que en la natura tan sols es dona en minerals en combinació amb altres elements. Entre les gemmes que en contenen hi ha el beril (incloent-hi la maragda i l'aiguamarina) i el crisoberil. En la seva forma lliure, el beril·li és un metall alcalinoterri de color gris acer, fort, lleuger i fràgil.
En aplicacions estructurals, la seva gran rigidesa flexional, estabilitat tèrmica, conductivitat tèrmica i baixa densitat (1,85 vegades la densitat de l'aigua) converteixen el metall de beril·li en un material preuat per a la fabricació de components d'aeronaus, míssils, naus espacials i satèl·lits. La seva poca densitat i la seva baixa massa atòmica fan que sigui relativament transparent als rajos X i altres formes de radiació ionitzant, per la qual cosa és el material més emprat per a les finestres dels equipaments de rajos X i els components dels detectors de partícules.

## Història

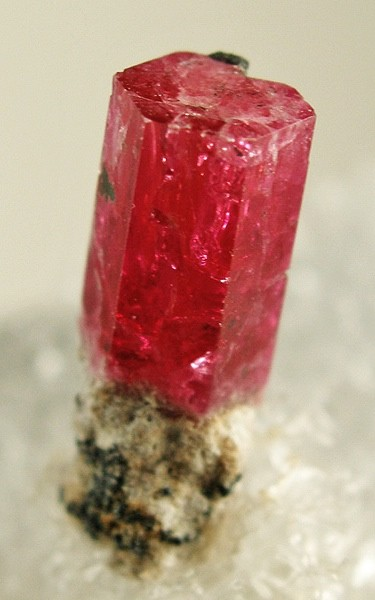
Beril

El mineral beril (del grec βήρυλλος, véril·los), que és un ciclosilicat de beril·li i alumini {\displaystyle {\ce {Be3Al2(SiO3)6}}}, era conegut a l'antic Egipte i a l'antiga Roma en diverses formes. Aquesta sal és incolora, però diferents impureses confereixen al beril colors diversos que caracteritzen una sèrie de pedres semiprecioses o precioses, com l'aiguamarina (blau, a causa d'impureses de ferro(+2) o la maragda (verd, color produït per impureses de crom i de vegades vanadi). Plini el Vell (circa 24–79) recollí que hi havia persones que consideraven que el beril, extret a mines properes al Mar Roja, i la maragda, importada de l'Índia, eren formes del mateix mineral. En temps de Cleòpatra VII el beril s'obtenia de mines al desert de Núbia. L'emperador Neró emprava una maragda per veure millor les lluites de gladiadors. El mineralogista francès René Just Haüy (1743–1822) sospità que el beril contenia un element desconegut i demanà al químic Louis Nicolàs Vauquelin (1863–1829) l'analitzés. El 15 de febrer de 1798 presentà els resultats davant de l'Académie des Sciences comunicant que havia aïllat l'òxid d'un nou element, al qual no donà nom.
Els editors dels Annales de Chimie proposaren a l'article de Vauquelin anomenar el nou òxid «glucina» del grec γλυκυς, 'dolç', perquè les seves sals solubles en aigua tenien un gust dolç i perquè aquest nom seria fàcil de recordar. Tot i això, el 1802 el químic alemany Martin Heinrich Klaproth (1843–1817) proposà que seria millor anomenar la nova terra, l'òxid, «beril·lina» perquè les sals d'itri també són de sabor dolç. La proposta fou acceptada i després el nou element fou anomenat «beril·li».
L'alemany Friedrich Wöhler (1800–1882) i el francès Antoine Bussy (1894–1882), de forma independent, van aïllar el metall el 1828 mitjançant reacció de potassi amb clorur de beril·li.
Com que el beril·li és semblant a l'alumini, els químics estaven confosos sobre la seva valència i massa atòmica. Ivan Avdéiev (1818–1865), Bohuslav Brauner (1855–1935) i Dmitri I. Mendeléiev (1834–1907) argumentaren que la llei periòdica exigia que el beril·li fos bivalent. El 1842 Avdéiev demostrà que la fórmula de l'òxid era {\displaystyle {\ce {BeO}}} i no {\displaystyle {\ce {Be2O3}}} com se suposava. La bivalència es confirmà el 1884 amb la determinació de la densitat del vapor del clorur de beril·li que corresponia a la fórmula {\displaystyle {\ce {BeCl2}}}, una confirmació que Mendeléiev considerà tan important en la història de la llei periòdica com el descobriment de l'escandi.
El 1932 el físic britànic James Chadwick (1891-1974) descobrí els neutrons en bombardejar beril·li amb partícules alfa d'una font de radi i observar l'emissió d'aquesta nova partícula. Des de llavors, el beril·li barrejat amb un emissor alfa com el radi, el plutoni o l'americi s'ha utilitzat com a font de neutrons. Alguns exemples històricament importants de l'ús de fonts de neutrons de beril·li / radi inclouen el bombardeig d'urani per part dels químics alemanys Otto Hahn (1879-1968) i Fritz Strassmann (1902-1980) i la física austríaca Lise Meitner (1878-1978), que conduïren al descobriment de la fissió nuclear el 1939, i a la primera reacció en cadena de fissió controlada el 1942 del físic italià Enrico Fermi (1901-1954).

## Abundància i obtenció

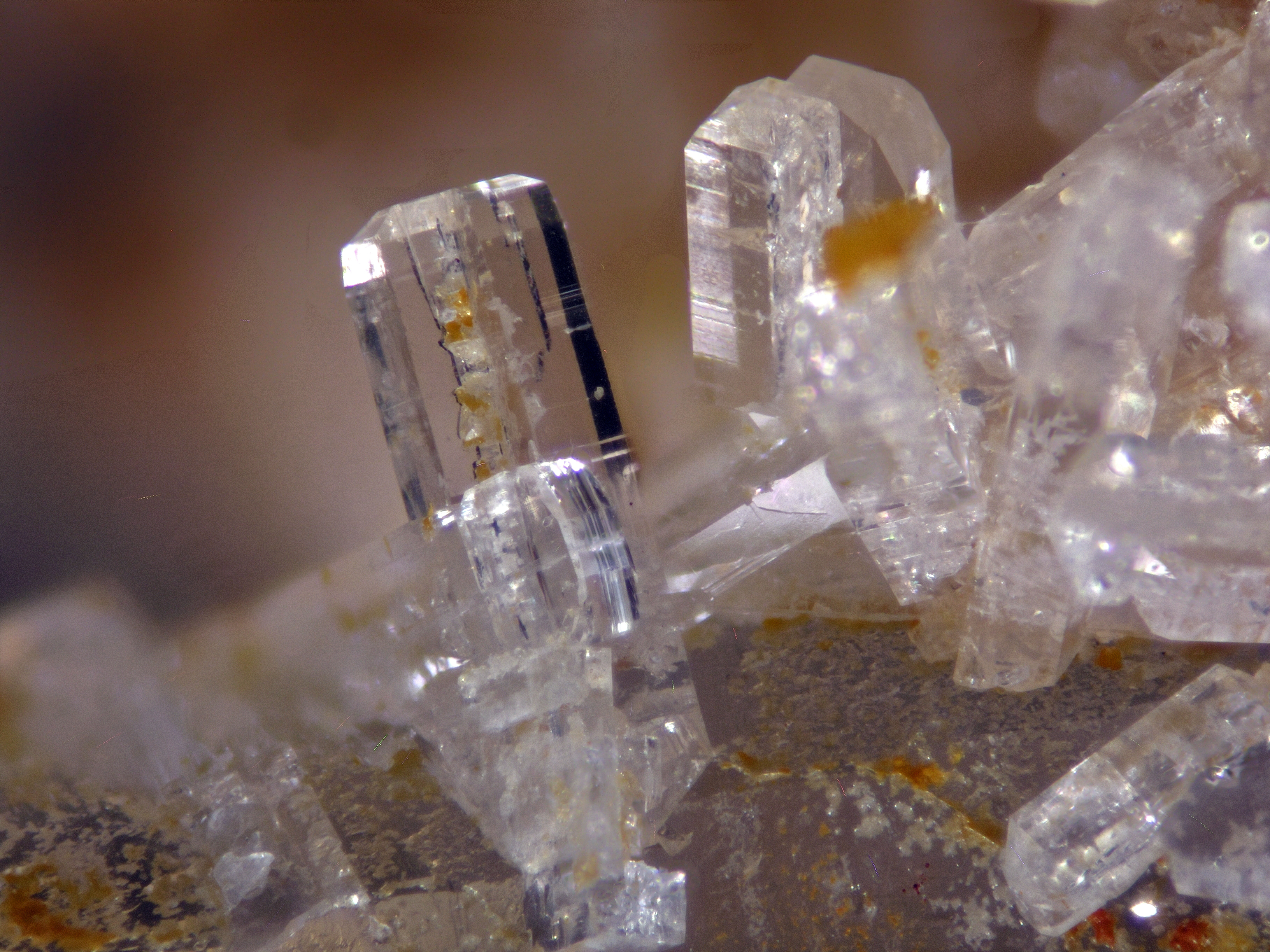
Cristalls de bertrandita

El beril·li és relativament rar a l'univers. La seva formació té lloc en les explosions de supernoves i no es forma en les reaccions de fusió nuclears que tenen lloc a l'interior dels estels. A l'escorça terrestre el beril·li té una concentració de 2 a 6 parts per milió (ppm) essent el 47è element en abundància. A l'aigua del mar la concentració és menor, 0,2 ng/kg i a l'atmosfera és pràcticament inexistent. Els éssers humans en tenen una quantitat mitjana de 35 μg, que no afecta la salut malgrat ser molt tòxic.
A la Terra, el beril·li s'ha trobat en 111 minerals. Els minerals que el contenen en un percentatge superior al 15 % són: bromellita (36,03 %), behoïta (20,95 %), clinobehoïta (20,95 %), hambergita (19,21 %), esferobertrandita(17,07 %), fenacita (16,37 %), berborita (16,04 %), beril·lita (15,80 %) i bertrandita (15,13 %), essent les principals fonts de beril·li comercial el beril (5,03%), la bertrandita, el crisoberil (7,10%) i la fenacita. Les formes precioses del beril són l'aiguamarina i la maragda (la maragda comuna, no pas la maragda oriental).
Actualment, la majoria del metall s'obté mitjançant reducció del fluorur de beril·li amb magnesi. Els principals productors de beril·li foren, el 2019, els Estats Units amb 170 tones, la Xina amb 70 tones, Moçambic (15 tones), Brasil (3 tones) i Madagascar, Nigèria i Ruanda amb 1 tona cadascun. S'ha calculat que les reserves mundials són de l'ordre de les 100 000 tones, el 60 % als Estats Units (Spor Mountain i Gold Hill a Utah, McCullough Butte a Nevada, Black Hills a Dakota del Sud, Sierra Blanca a Texas i península de Seward a Alaska).

## Característiques principals

### Propietats físiques

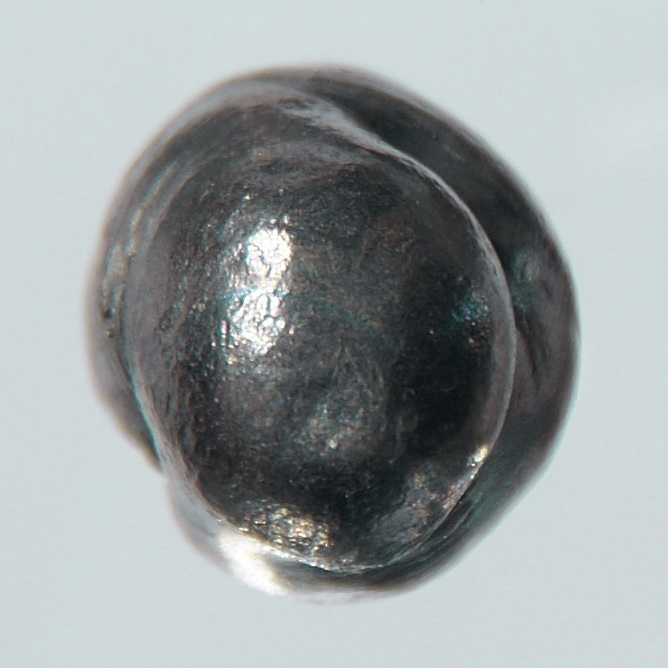
Beril·li

El beril·li és un metall blanc argentat, lleuger, de densitat 1,848 g/cm³, punt de fusió 1287 °C, un dels punts de fusió més alts entre els metalls lleugers, i punt d'ebullició 2471 °C. El seu mòdul elàstic és aproximadament un 33% major que el de l'acer. Té una conductivitat tèrmica excel·lent, és no magnètic i resisteix l'atac amb àcid nítric. És molt permeable als rajos X i igual que el radi i el poloni, allibera neutrons quan és bombardejat amb partícules alfa (de l'orde de 30 neutrons per milió de partícules alfa).
{\displaystyle {\ce {_4^9Be + _2^4He -> _6^12C + _0^1n}}}

### Propietats químiques

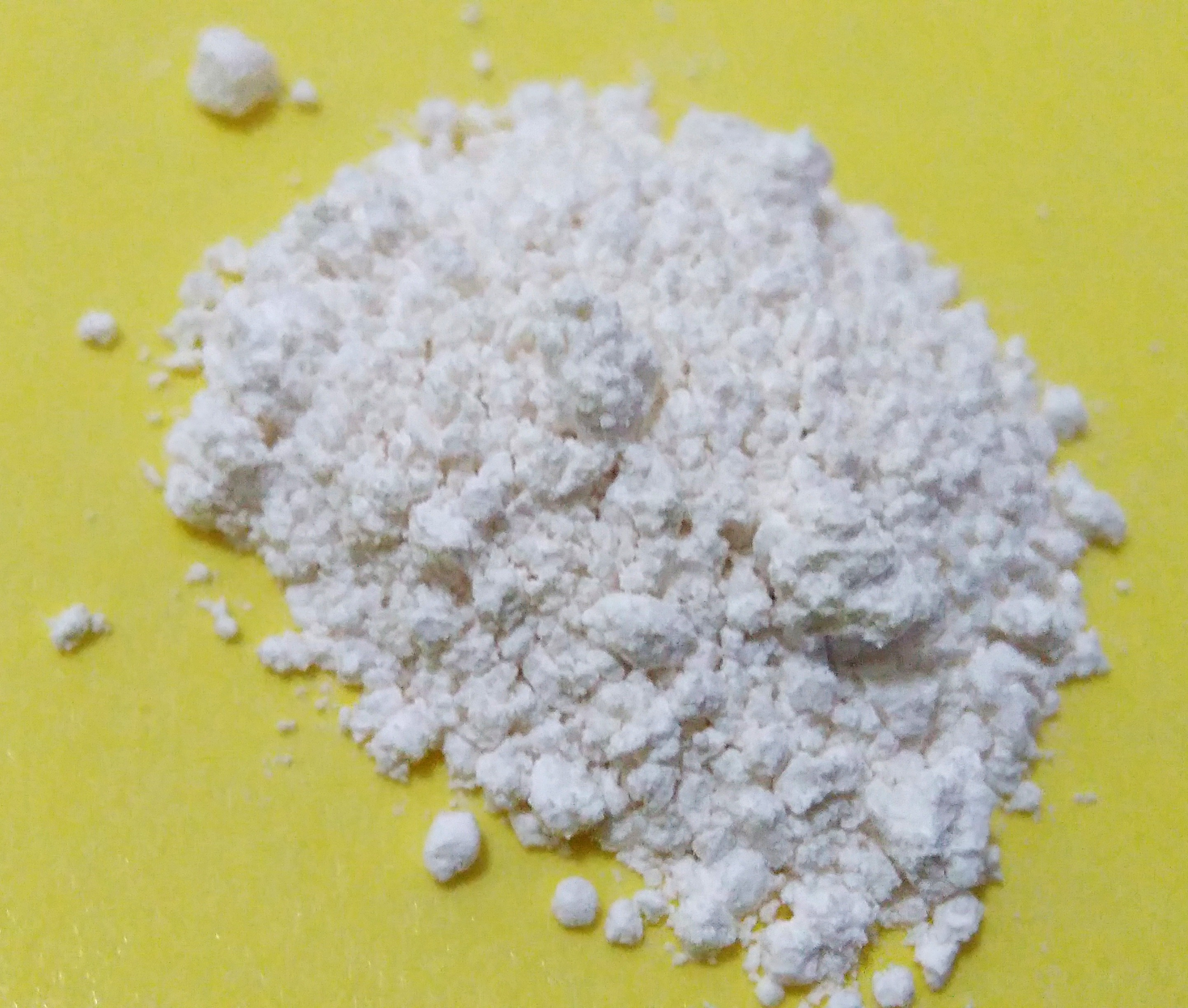
Òxid de beril·li BeO

El beril·li només actua amb nombre d'oxidació 2. Una característica essencial del beril·li i, per tant, dels seus composts és ser un sistema deficitari en electrons, en tenir completament buits en la seva capa electrònica els orbitals 2p. Això converteix al beril·li i als seus derivats en àcids de Lewis forts, capaços de formar enllaços datius forts amb tot tipus de dadors electrònics. Aquest tret confereix a aquests derivats la capacitat de canviar dràsticament la reactivitat d'altres espècies unides a ells, podent per exemple convertir una base convencional com l'anilina en un superàcid. Les interaccions amb derivats de beril·li faciliten també la formació de parells iònics en fase gas o la formació espontània de radicals.
La superfície del beril·li exposada a l'aire es cobreix d'una fina capa d'òxid que el protegeix de seguir reaccionant. No s'oxida a l'aire fins als 600 °C. No obstant això, el beril·li en pols es crema a l'aire per donar una barreja d'òxid de beril·li blanc ({\displaystyle {\ce {BeO}}}) i nitrur de beril·li ({\displaystyle {\ce {Be3N2}}}); les reaccions són:
{\displaystyle {\ce {2 Be(s) + O2(g) -> 2 BeO(s)}}}{\displaystyle {\ce {3 Be(s) + N2(g) -> Be3N2(s)}}}

Estructura del bromur de beril·li BeBr2

El beril·li no reacciona amb aigua ni amb vapor, fins i tot si el metall s'escalfa al vermell. Reacciona amb el clor {\displaystyle {\ce {Cl2}}} i el brom {\displaystyle {\ce {Br2}}} per formar clorur de beril·li ({\displaystyle {\ce {BeCl2}}}) i el bromur de beril·li ({\displaystyle {\ce {BeBr2}}}), respectivament.
{\displaystyle {\ce {Be(s) + Cl2(s) -> BeCl2(s)}}}{\displaystyle {\ce {Be(s) + Br2(s) -> BeBr2(s)}}}
En pols, el beril·li es dissol fàcilment en àcids diluïts com l'àcid sulfúric ({\displaystyle {\ce {H2SO4}}}), l'àcid clorhídric ({\displaystyle {\ce {HCl}}}) o l'àcid nítric ({\displaystyle {\ce {HNO3}}}), per formar dissolucions que contenen el catió beril·li(2+) ({\displaystyle {\ce {Be^2+}}}) juntament amb l'hidrogen gasós {\displaystyle {\ce {H2}}}:
{\displaystyle {\ce {Be(s) + H2SO4(aq) -> Be2+(aq) + SO4^{2-}(aq) + H2(g)}}}
El beril·li també es dissol fàcilment en dissolucions de bases aquoses diluïdes com l'hidròxid de sodi ({\displaystyle {\ce {NaOH}}}), per formar complexos de beril·li(2+) juntament amb l'hidrogen gasós. El magnesi, situat immediatament per sota del beril·li a la taula periòdica, no ho fa.

## Isòtops
L'únic isòtop natural és el beril·li 9 estable, encara que es coneixen altres 11 isòtops sintètics. Les seves semivides oscil·len entre 1,5 milions d'anys (per al beril·li 10, que experimenta una desintegració beta) fins a 6,7 × 10−17 segons per al beril·li 8 (que decau per emissió de dos protons). La desintegració del beril·li 7 (vida mitjana de 53,2 dies) per captura electrònica al Sol és una font dels neutrins {\displaystyle {\ce {\nu_{e}}}} solars observats. La reacció nuclear dona també liti 7: {\textstyle {\ce {^7Be(e, \nu_{e})^7Li}}}.
El beril·li 10 es produeix en l'atmosfera terrestre en bombardejar la radiació còsmica l'oxigen i el nitrogen. Els raigs còsmics primaris, formats per protons, partícules alfa α i nuclids pesants, xoquen en les parts altes de l'atmosfera amb els àtoms de nitrogen i oxigen de les molècules de l'aire i es produeixen reaccions nuclears que donen lloc a l'emissió de protons ({\displaystyle {\ce {p}}}), neutrons ({\displaystyle {\ce {n}}}) i muons ({\displaystyle {\ce {\mu}}}), són els raigs còsmics secundaris. Aquests són els responsables de les reaccions d'espal·lació nuclear que donen lloc al beril·li 10 en xocar i rompre els àtoms de nitrogen ({\displaystyle {\ce {N}}}) i oxigen ({\displaystyle {\ce {O}}}). Per exemple: {\textstyle {\ce {^14N(n, 2p 3n)^10Be}}}, {\textstyle {\ce {^14N(p, 4p 1n)^10Be}}}, {\textstyle {\ce {^16O(n, 4p 3n)^10Be}}} o {\textstyle {\ce {^16O(p, 5p 2n)^10Be}}}. A l'atmosfera les reaccions més importants són amb el nitrogen, per ser l'element químic majoritari, i que són les causants de la producció del 75 % del beril·li 10 atmosfèric. Per contra, a l'escorça terrestre les reaccions més importants són amb l'oxigen, que és més abundant que el nitrogen.
Atès que el beril·li tendeix a existir en dissolució aquosa amb nivells de pH menors de 5,5, el beril·li atmosfèric format és arrossegat per l'aigua de pluja (el pH de la qual sol ser inferior a 5,5); una vegada a terra, la solució es torna alcalina i en precipita el beril·li, que queda emmagatzemat en el sòl durant molt de temps (semivida d'1,5 milions d'anys) fins que es desintegra. El beril·li 10 i els productes que en deriven s'han emprat per a l'estudi dels processos d'erosió, formació a partir del regolita o regòlit i el desenvolupament dels sòls laterítics, així com les variacions en l'activitat solar i l'edat de masses gelades.
El fet que el beril·li 7 i el beril·li 8 siguen inestables té profundes conseqüències cosmològiques, ja que això significa que elements més pesants que el beril·li no van poder produir-se per fusió nuclear en el big-bang. Més encara, els nivells energètics nuclears del beril·li 8 són tals (vegeu procés triple alfa) que possibiliten la formació de carboni i, amb això, l'aparició de la vida basada en el carboni.

## Aplicacions

### Indústria metal·lúrgica

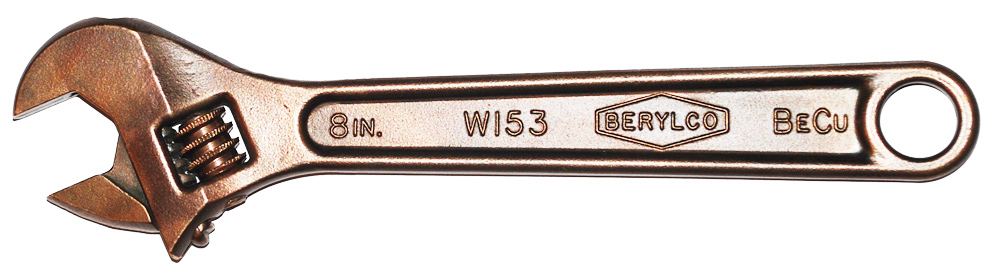
Clau anglesa de beril·li i coure

Per la seva lleugeresa i resistència, el beril·li s'utilitza en la indústria aeroespacial, tant en la fabricació d'avions com de satèl·lits. Aproximadament el 75% del beril·li fabricat s'utilitza en aliatges, el 95% dels quals són aliatges de coure. El beril·li s'afegeix als aliatges de coure i alumini per a augmentar-ne la resistència i allargar-ne la vida útil. Els aliatges de beril·li i coure són tan resistents com els acers. La presència de beril·li en un 2 % proporciona una resistència a l'aliatge sis vegades superior a la del coure. Tenen una gran varietat d'aplicacions, com per exemple la fabricació de molles, o la d'eines d'ús en entorns perillosos on hi ha gasos inflamables, ja que no produeix espurnes en colpejar.

### Generació d'energia

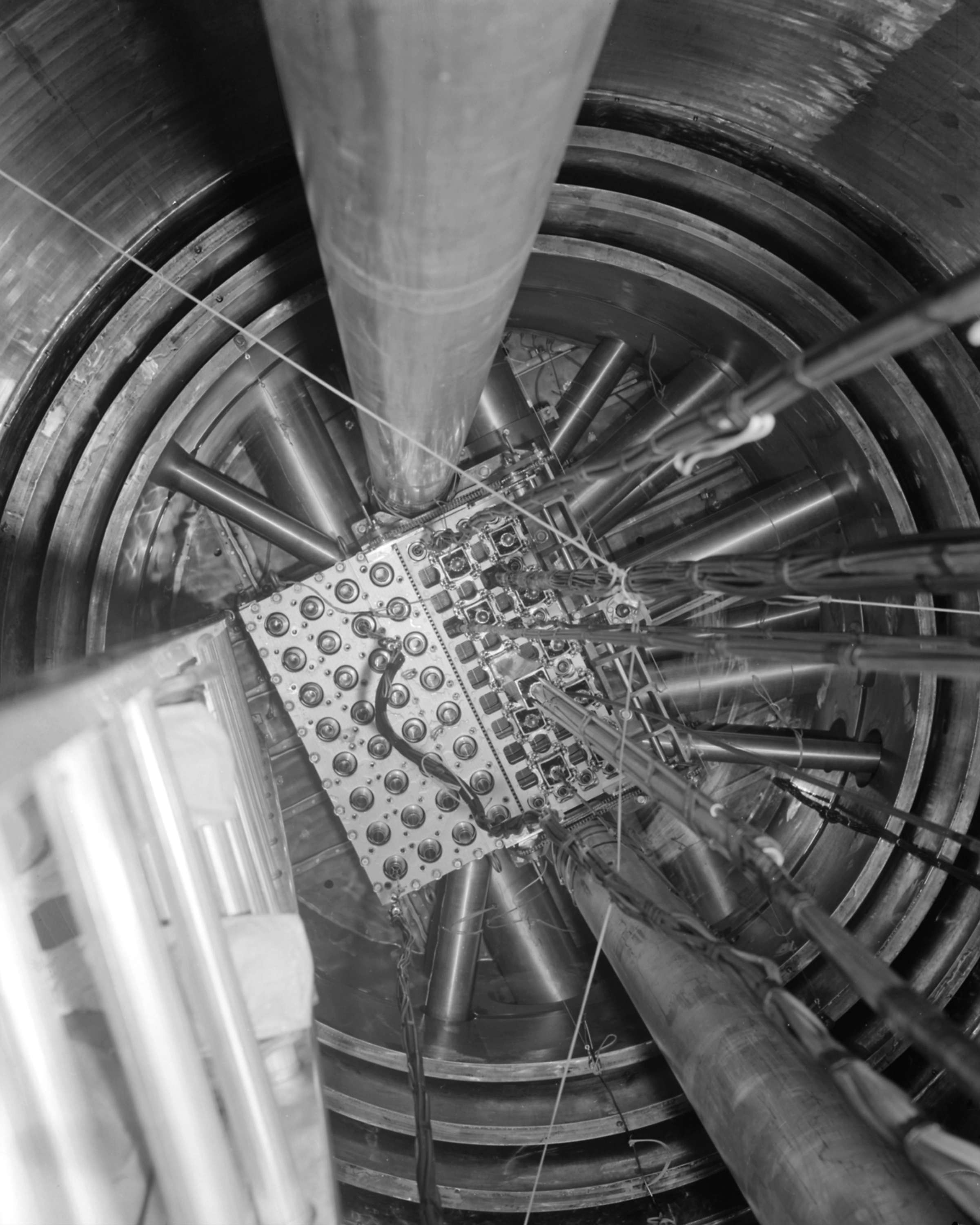
Nucli d'un reactor nuclear

Moderador de neutrons en reactors nuclears. Els reactors nuclears petits, com ara els reactors d'assaig i els que s'utilitzen en aplicacions espacials, normalment inclouen reflectors de neutrons per utilitzar els neutrons de manera més eficient que tal com es produeixen durant el funcionament del reactor. A més de ser un excel·lent reflector de neutrons, el beril·li també s'empra com a moderador de neutrons, és a dir, que redueix l'energia dels neutrons. En molts dissenys de reactors nuclears, és desitjable no només per retenir els neutrons dins del nucli del reactor, sinó també per reduir l'energia dels neutrons, perquè mantinguin de manera més efectiva el procés de fissió.

### Indústria electrònica
Per la seva rigidesa, lleugeresa i estabilitat dimensional, s'empra en la construcció de diversos dispositius com giroscopis, equips informàtics, molles de rellotgeria i instrumental divers.
En el diagnòstic amb rajos X s'usen primes làmines de beril·li per filtrar la radiació visible, així com en la litografia de rajos X per a la reproducció de circuits integrats.

### Indústria elèctrica
L'òxid de beril·li s'empra quan és necessària una elevada conductivitat tèrmica i propietats mecàniques, punt de fusió elevat i aïllament elèctric. S'usa com a aïllament elèctric i també com a dissipador tèrmic, per exemple, en les plaques base aïllants de transistors d'alta potència, en les telecomunicacions.
Inicialment es van emprar compostos de beril·li en tubs fluorescents, ús abandonat pel perill que representava la beril·liosi.

## Toxicitat
El beril·li i les seves sals són tòxiques i potencialment carcinògenes. Els efectes depenen del nivell i de la duració de l'exposició. Si el nivell és prou alt, per damunt de 1000 μg/m³ en l'aire respirat, pot provocar una malaltia aguda per beril·li o beril·liosi aguda; en general, els valors límit per al beril·li atmosfèric recollits en la legislació d'higiene industrial, que fixen els nivells màxims d'exposició laboral, permeten controlar de forma efectiva aquest risc. Entre l'1 i el 15 % de la població exposada desenvolupa sensibilització al beril·li. Aquestes persones poden desenvolupar processos inflamatoris de l'aparell respiratori (malaltia crònica per beril·li o beril·liosi crònica) que poden manifestar-se anys després de l'exposició laboral, quan aquesta ha superat els nivells d'exposició recomanats (0,2 μg/m³). El risc de la població general a contraure aquestes malalties és molt baix, ja que els nivells de beril·li en entorns no laborals són molt baixos (0,00003-0,0002 μg/m³). Els primers casos de pneumonitis química aguda per exposició al beril·li es van descriure el 1933 a Europa i l'any següent als Estats Units; el 1946 es van descriure els primers casos de beril·liosi entre els treballadors d'una planta de fabricació de tubs fluorescents a Massachusetts. La beril·liosi s'assembla a la sarcoïdosi en molts aspectes, la qual cosa pot dificultar-ne el diagnòstic. L'exposició prolongada incrementa el risc de contraure càncer de pulmó. L'Agència Internacional per a la Investigació del Càncer han determinat que el beril·li és un carcinogen per als éssers humans.
Com que la utilització de compostos de beril·li en llums fluorescents es va interrompre el 1949, l'exposició professional es produeix ara en les indústries nuclear i aeroespacial, en el refinat del metall i en la fusió dels aliatges que el contenen, en la fabricació de dispositius electrònics i en la manipulació d'altres materials que contenen beril·li.
La intoxicació per ingestió de beril·li no es coneix, ja que la quantitat de beril·li absorbida per l'organisme per aqueixa via és molt petita, encara que s'han pogut observar úlceres en gossos després de la ingesta de beril·li. El contacte del beril·li amb la pell després d'una esgarrapada o un tall, pot causar èczema i úlceres cutànies.